# Raión de Tatarbunary
El Raión de Tatarbunary (ucraniano: Татарбуна́рський райо́н) fue un distrito del óblast de Odesa al sur de Ucrania. Su centro administrativo es la ciudad de Tatarbunary.

## Historia
Tatarbunary fue establecido en 1940, como uno de los 13 raiónes del recién formado óblast de Akkerman (más tarde Óblast de Izmaíl) de la entonces RSS de Ucrania. El área fue transferida del Reino de Rumania a la URSS después del Ultimátum soviético de junio de 1940.
En 1954 el óblast de Izmaíl fue liquidado y el raión Tatarbunarskyi, así como otros raiónes del óblast, fueron transferidos al Óblast de Odesa.
El raión de Tatarbunary fue abolido el 17 de julio de 2020 y su territorio se fusionó con el raión de Bilhorod-Dnistrovskyi como parte de la reforma administrativa de Ucrania, que redujo el número de raiónes del óblast de Odesa a siete.

## Localidades
Inicialmente el raión estaba conformado por la ciudad de Tatarbunary y 35 localidades. Administrativamente, dispone de 1 Ayuntamiento (Tatarbunary) y 18 consejos de rurales.
- Balabanka
- Bashtanivka
- Bazar'yanka
- Bezim'yanka
- Bilolissya
- Borysivka
- Delzhyler
- Dyviziya
- Hlyboke
- Kochkuvate
- Lebedivka
- Lyman
- Lyman
- Marazliivka
- Nerushai
- Nova Oleksiivka
- Nove
- Novomykhailivka
- Novoselytsia
- Prymors'ke
- Roilianka
- Rybal's'ke
- Sadove
- Spasske
- Strumok
- Tatarbunary
- Trapivka
- Tryhatky
- Tsarychanka
- Tuzla
- Vesela Balka
- Vesele
- Vyshneve
- Zarichne
- Zhovtyj Yap